# Suliformes
I Suliformi (Suliformes Reichenbach, 1849) sono un ordine di uccelli acquatici, comprendente 4 famiglie, in passato attribuite all'ordine Pelecaniformes.

## Sistematica
L'ordine dei Suliformi comprende 4 famiglie:
- Anhingidae (aninghe)
- Fregatidae (fregate)
- Phalacrocoracidae (cormorani)
- Sulidae (sule)

Solo le ultime due famiglie sono presenti in Italia.
Il seguente cladogramma restituisce le probabili relazioni evolutive dei Suliformi con gli ordini affini dei Pelecaniformi e dei Ciconiiformi.
|  | Sulidae (sule)                                                                         |
|  |                                                                                        |
|  | \| \| Anhingidae (aninghe) \| \| \| \| \| \| Phalacrocoracidae (cormorani) \| \| \| \| |
|  |                                                                                        |
|  | Anhingidae (aninghe)                                                                   |
|  |                                                                                        |
|  | Phalacrocoracidae (cormorani)                                                          |
|  |                                                                                        |

|  | Anhingidae (aninghe)          |
|  |                               |
|  | Phalacrocoracidae (cormorani) |
|  |                               |

|  | Sulidae (sule)                                                                         |
|  |                                                                                        |
|  | \| \| Anhingidae (aninghe) \| \| \| \| \| \| Phalacrocoracidae (cormorani) \| \| \| \| |
|  |                                                                                        |
|  | Anhingidae (aninghe)                                                                   |
|  |                                                                                        |
|  | Phalacrocoracidae (cormorani)                                                          |
|  |                                                                                        |

|  | Anhingidae (aninghe)          |
|  |                               |
|  | Phalacrocoracidae (cormorani) |
|  |                               |

|  | Ardeidae (aironi)                  |
|  |                                    |
|  | Threskiornithidae (ibis e spatole) |
|  |                                    |

|  | Scopidae (umbretta)                                                                           |
|  |                                                                                               |
|  | \| \| Pelecanidae (pellicani) \| \| \| \| \| \| Balaenicipitidae (becco a scarpa) \| \| \| \| |
|  |                                                                                               |
|  | Pelecanidae (pellicani)                                                                       |
|  |                                                                                               |
|  | Balaenicipitidae (becco a scarpa)                                                             |
|  |                                                                                               |

|  | Pelecanidae (pellicani)           |
|  |                                   |
|  | Balaenicipitidae (becco a scarpa) |
|  |                                   |

|  | Ardeidae (aironi)                  |
|  |                                    |
|  | Threskiornithidae (ibis e spatole) |
|  |                                    |

|  | Scopidae (umbretta)                                                                           |
|  |                                                                                               |
|  | \| \| Pelecanidae (pellicani) \| \| \| \| \| \| Balaenicipitidae (becco a scarpa) \| \| \| \| |
|  |                                                                                               |
|  | Pelecanidae (pellicani)                                                                       |
|  |                                                                                               |
|  | Balaenicipitidae (becco a scarpa)                                                             |
|  |                                                                                               |

|  | Pelecanidae (pellicani)           |
|  |                                   |
|  | Balaenicipitidae (becco a scarpa) |
|  |                                   |

|  | Sulidae (sule)                                                                         |
|  |                                                                                        |
|  | \| \| Anhingidae (aninghe) \| \| \| \| \| \| Phalacrocoracidae (cormorani) \| \| \| \| |
|  |                                                                                        |
|  | Anhingidae (aninghe)                                                                   |
|  |                                                                                        |
|  | Phalacrocoracidae (cormorani)                                                          |
|  |                                                                                        |

|  | Anhingidae (aninghe)          |
|  |                               |
|  | Phalacrocoracidae (cormorani) |
|  |                               |

|  | Sulidae (sule)                                                                         |
|  |                                                                                        |
|  | \| \| Anhingidae (aninghe) \| \| \| \| \| \| Phalacrocoracidae (cormorani) \| \| \| \| |
|  |                                                                                        |
|  | Anhingidae (aninghe)                                                                   |
|  |                                                                                        |
|  | Phalacrocoracidae (cormorani)                                                          |
|  |                                                                                        |

|  | Anhingidae (aninghe)          |
|  |                               |
|  | Phalacrocoracidae (cormorani) |
|  |                               |

|  | Ardeidae (aironi)                  |
|  |                                    |
|  | Threskiornithidae (ibis e spatole) |
|  |                                    |

|  | Scopidae (umbretta)                                                                           |
|  |                                                                                               |
|  | \| \| Pelecanidae (pellicani) \| \| \| \| \| \| Balaenicipitidae (becco a scarpa) \| \| \| \| |
|  |                                                                                               |
|  | Pelecanidae (pellicani)                                                                       |
|  |                                                                                               |
|  | Balaenicipitidae (becco a scarpa)                                                             |
|  |                                                                                               |

|  | Pelecanidae (pellicani)           |
|  |                                   |
|  | Balaenicipitidae (becco a scarpa) |
|  |                                   |

|  | Ardeidae (aironi)                  |
|  |                                    |
|  | Threskiornithidae (ibis e spatole) |
|  |                                    |

|  | Scopidae (umbretta)                                                                           |
|  |                                                                                               |
|  | \| \| Pelecanidae (pellicani) \| \| \| \| \| \| Balaenicipitidae (becco a scarpa) \| \| \| \| |
|  |                                                                                               |
|  | Pelecanidae (pellicani)                                                                       |
|  |                                                                                               |
|  | Balaenicipitidae (becco a scarpa)                                                             |
|  |                                                                                               |

|  | Pelecanidae (pellicani)           |
|  |                                   |
|  | Balaenicipitidae (becco a scarpa) |
|  |                                   |

|  | Sulidae (sule)                                                                         |
|  |                                                                                        |
|  | \| \| Anhingidae (aninghe) \| \| \| \| \| \| Phalacrocoracidae (cormorani) \| \| \| \| |
|  |                                                                                        |
|  | Anhingidae (aninghe)                                                                   |
|  |                                                                                        |
|  | Phalacrocoracidae (cormorani)                                                          |
|  |                                                                                        |

|  | Anhingidae (aninghe)          |
|  |                               |
|  | Phalacrocoracidae (cormorani) |
|  |                               |

|  | Sulidae (sule)                                                                         |
|  |                                                                                        |
|  | \| \| Anhingidae (aninghe) \| \| \| \| \| \| Phalacrocoracidae (cormorani) \| \| \| \| |
|  |                                                                                        |
|  | Anhingidae (aninghe)                                                                   |
|  |                                                                                        |
|  | Phalacrocoracidae (cormorani)                                                          |
|  |                                                                                        |

|  | Anhingidae (aninghe)          |
|  |                               |
|  | Phalacrocoracidae (cormorani) |
|  |                               |

|  | Ardeidae (aironi)                  |
|  |                                    |
|  | Threskiornithidae (ibis e spatole) |
|  |                                    |

|  | Scopidae (umbretta)                                                                           |
|  |                                                                                               |
|  | \| \| Pelecanidae (pellicani) \| \| \| \| \| \| Balaenicipitidae (becco a scarpa) \| \| \| \| |
|  |                                                                                               |
|  | Pelecanidae (pellicani)                                                                       |
|  |                                                                                               |
|  | Balaenicipitidae (becco a scarpa)                                                             |
|  |                                                                                               |

|  | Pelecanidae (pellicani)           |
|  |                                   |
|  | Balaenicipitidae (becco a scarpa) |
|  |                                   |

|  | Ardeidae (aironi)                  |
|  |                                    |
|  | Threskiornithidae (ibis e spatole) |
|  |                                    |

|  | Scopidae (umbretta)                                                                           |
|  |                                                                                               |
|  | \| \| Pelecanidae (pellicani) \| \| \| \| \| \| Balaenicipitidae (becco a scarpa) \| \| \| \| |
|  |                                                                                               |
|  | Pelecanidae (pellicani)                                                                       |
|  |                                                                                               |
|  | Balaenicipitidae (becco a scarpa)                                                             |
|  |                                                                                               |

|  | Pelecanidae (pellicani)           |
|  |                                   |
|  | Balaenicipitidae (becco a scarpa) |
|  |                                   |

|  | Sulidae (sule)                                                                         |
|  |                                                                                        |
|  | \| \| Anhingidae (aninghe) \| \| \| \| \| \| Phalacrocoracidae (cormorani) \| \| \| \| |
|  |                                                                                        |
|  | Anhingidae (aninghe)                                                                   |
|  |                                                                                        |
|  | Phalacrocoracidae (cormorani)                                                          |
|  |                                                                                        |

|  | Anhingidae (aninghe)          |
|  |                               |
|  | Phalacrocoracidae (cormorani) |
|  |                               |

|  | Sulidae (sule)                                                                         |
|  |                                                                                        |
|  | \| \| Anhingidae (aninghe) \| \| \| \| \| \| Phalacrocoracidae (cormorani) \| \| \| \| |
|  |                                                                                        |
|  | Anhingidae (aninghe)                                                                   |
|  |                                                                                        |
|  | Phalacrocoracidae (cormorani)                                                          |
|  |                                                                                        |

|  | Anhingidae (aninghe)          |
|  |                               |
|  | Phalacrocoracidae (cormorani) |
|  |                               |

|  | Ardeidae (aironi)                  |
|  |                                    |
|  | Threskiornithidae (ibis e spatole) |
|  |                                    |

|  | Scopidae (umbretta)                                                                           |
|  |                                                                                               |
|  | \| \| Pelecanidae (pellicani) \| \| \| \| \| \| Balaenicipitidae (becco a scarpa) \| \| \| \| |
|  |                                                                                               |
|  | Pelecanidae (pellicani)                                                                       |
|  |                                                                                               |
|  | Balaenicipitidae (becco a scarpa)                                                             |
|  |                                                                                               |

|  | Pelecanidae (pellicani)           |
|  |                                   |
|  | Balaenicipitidae (becco a scarpa) |
|  |                                   |

|  | Ardeidae (aironi)                  |
|  |                                    |
|  | Threskiornithidae (ibis e spatole) |
|  |                                    |

|  | Scopidae (umbretta)                                                                           |
|  |                                                                                               |
|  | \| \| Pelecanidae (pellicani) \| \| \| \| \| \| Balaenicipitidae (becco a scarpa) \| \| \| \| |
|  |                                                                                               |
|  | Pelecanidae (pellicani)                                                                       |
|  |                                                                                               |
|  | Balaenicipitidae (becco a scarpa)                                                             |
|  |                                                                                               |

|  | Pelecanidae (pellicani)           |
|  |                                   |
|  | Balaenicipitidae (becco a scarpa) |
|  |                                   |